# Charles-Louis Lingée
Charles-Louis Lingée (1748-1819) est un dessinateur et graveur français.

## Biographie
Proche peut-être du cercle de Jean-Georges Wille, Lingée, qui demeurait vers 1772 à Paris rue des Maçons près l'Hôtel des quatre Nations, a collaboré à la gravure du Monument du costume (1773-1789), donnant huit planches d'après Freudeberger.
Il participe également à d'autres entreprises collectives comme le Cabinet du duc de Choiseul et le Cabinet de Poullain (Basan et Poignant, 1781).
Il épouse Thèrèse-Éléonore Hémery, membre d'une famille de graveurs. Le couple, qui habite rue Saint-Jacques, aura deux enfants avant de divorcer.
Sous la Révolution française, il réalise une « Trinité conventionnelle », au format de cocarde et dessus de boîte, dédiée à la République, constituée d'une pièce en couleur, signée et donnant pour adresse, la rue Saint-Thomas, près la porte Saint-Jacques (1793),.

## Œuvre

L'Occupation, planche issue du Monument du costume (1774).

## Œuvre[1]

### Portraits
- Mlle Raucour, d'après Freudeberger, ornements de Jean-Michel Moreau.
- Le Tourneur, d'après André Pujos.
- Pelletier, d'après lui-même.
- Profil de femme en médaillon, d'après Éléonore Lingée, 1792.

### Vignettes
- Le Colin-maillard, destiné au Baisers de Dorat.
- Fleurons, pour Les Fables de Dorat, 1772.
- Fleurons, pour des œuvres dramatiques de Baculard d'Arnaud, 1775-1782.
- Illustrations pour Les femmes vengées de Sedaine, d'après Cochin, 1775.
- Illustrations des Contes et nouvelles de La Fontaine, d'après Jean-Honoré Fragonard[4].
- Le Baiser rendu, d'après Jacques-Louis Touzé.
- Diverses vignettes d'après Gravelot, Marillier, Saint-Quentin, Jean-Baptiste Isabey, Loutherbourg, Le Barbier[Lequel ?], Moreau, Charles Monnet, Regnault, etc.

Venant souvent en renfort, Lingée a terminé de nombreuses gravures dont celles de son contemporain Jean Duplessis-Bertaux.